# Алданстрой
Исправи́тельно-трудово́й ла́герь Алда́нского доро́жно-строи́тельного управле́ния Дальстро́я (Алданстро́й) — лагерное подразделение, действовавшее в структуре Дальстроя.
Также известен, как Алданский ИТЛ Дальстроя.

## История
Алданстрой был организован 31 мая 1941 года. Управление Алданстроя размещалось в посёлке Хандыга, Якутская АССР. В оперативном командовании оно подчинялось непосредственно администрации Дальстроя.
Максимальное единовременное количество заключённых достигало более 7500 человек.
Алданстрой был закрыт не ранее 1943 года.

## Производство
Основным видом производственной деятельности заключённых было дорожное строительство на трассе Хандыга — Кадыкчан. Кадыкчан превратился в заброшенный город.